# Distribuição Unit Weibull
A distribuição unit-Weibull (UW) é uma distribuição de probabilidade contínua com suporte no domínio {\displaystyle (0,1)}. É útil para índices e taxas, ou com variáveis no intervalo {\displaystyle (0,1)}. Foi originalmente proposta por Mazucheli et al usando uma transformação da distribuição Weibull.

## Definições

### Função densidade de probabilidade
A função de densidade de probabilidade é definida como:
{\displaystyle f(x;\alpha ,\beta )={\frac {1}{x}}\,\alpha \,\beta \,(-\log x)^{\beta -1}\exp \left[-\alpha \,(-\log x)^{\beta }\right]}

### Função de distribuição Acumulada
A função de distribuição acumulada é:
{\displaystyle F(x;\alpha ,\beta )=\exp \left[-\alpha \,(-\log x)^{\beta }\right]}

### Função Quantílica
A função quantílica da distribuição UW é dada por:
{\displaystyle Q(p)=\exp \left[-\left({\frac {-\log p}{\alpha }}\right)^{\frac {1}{\beta }}\right],\quad 0<p<1.}
Ter uma expressão fechada para a função quantílica, pode facilitar a criação de uma alternativa mais flexível para um modelo de regressão quantílica, quando comparado a um modelo de regressão Beta.

## Propriedades

### Momentos
O {\displaystyle r}ésimo momento bruto da distribuição UW pode ser obtida através de:
{\displaystyle \mu '_{r}=\mathbb {E} (X^{r})=\mathbb {E} (e^{-rY})=M_{Y}(-r)=\sum _{n=0}^{\infty }{\frac {(-1)^{n}}{n!\,\alpha ^{n/\beta }}}\,\Gamma \left({\frac {n}{\beta }}+1\right).}

### Obliquidade e curtose
As medidas obliquidade e curtose podem ser obtidas substituindo os momentos brutos das expressões:
{\displaystyle {\mathit {skewness}}={\frac {\mu '_{3}-3\mu '_{2}\mu +\mu ^{3}}{\sigma ^{3}}},}
{\displaystyle {\mathit {kurtosis}}={\frac {\mu '_{4}-4\mu '_{3}\mu +6\mu '_{2}\mu ^{2}-3\mu ^{4}}{\sigma ^{4}}}}

### Função taxa de risco
A função de risco da distribuição UW é dada por: 
{\displaystyle h(x;\alpha ,\beta )={\frac {f(x;\alpha ,\beta )}{1-F(x;\alpha ,\beta )}}={\frac {\alpha \beta \,(-\log x)^{\beta -1}\exp \left[-\alpha (-\log x)^{\beta }\right]}{x\left(1-\exp \left[-\alpha (-\log x)^{\beta }\right]\right)}},\quad 0<x<1.}

## Estimação de parâmetros
Seja {\displaystyle \mathbf {x} =(x_{1},\ldots ,x_{n})} uma amostra aleatória de tamanho {\displaystyle n} da distribuição UW com função densidade de probabilidade definida antes. Então, a função log-verossimilhança de {\displaystyle {\boldsymbol {\theta }}=(\alpha ,\beta )} é:
{\displaystyle {\begin{aligned}\ell ({\boldsymbol {\theta }};\mathbf {x} )&=n(\log \alpha +\log \beta )-\sum _{i=1}^{n}\log x_{i}+(\beta -1)\sum _{i=1}^{n}\log(-\log x_{i})-\alpha \sum _{i=1}^{n}(-\log x_{i})^{\beta }\end{aligned}}}
A verossimilhança estimada {\displaystyle {\hat {\boldsymbol {\theta }}}} de {\displaystyle {\boldsymbol {\theta }}} é obtida ao resolver as equações não-lineares: 
{\displaystyle {\frac {\partial \ell }{\partial \alpha }}={\frac {n}{\alpha }}-\sum _{i=1}^{n}(-\log x_{i})^{\beta }=0,}
e
{\displaystyle {\frac {\partial \ell }{\partial \beta }}={\frac {n}{\beta }}+\sum _{i=1}^{n}\log(-\log x_{i})-\alpha \sum _{i=1}^{n}(-\log x_{i})^{\beta }\log(-\log x_{i})=0.}
A matriz de informação de Fisher esperada de {\displaystyle {\boldsymbol {\theta }}=(\alpha ,\beta )}, com base em uma única observação é dada por:
{\displaystyle \mathbf {I} ({\boldsymbol {\theta }})=[I_{ij}]={\begin{pmatrix}{\frac {1}{\alpha }}&{\frac {1}{\alpha \beta }}(1-\gamma -\log \alpha )\\{\frac {1}{\alpha \beta }}(1-\gamma -\log \alpha )&{\frac {1}{\beta ^{2}}}\left[{\frac {\pi ^{2}}{6}}+(1-\gamma -\log \alpha )^{2}\right]\end{pmatrix}},}
Em que {\displaystyle \pi \simeq 3.141593} e {\displaystyle \gamma \simeq 0.577216} é a constante de Euler.

## Casos especiais e distribuições relacionadas
Quando {\displaystyle \beta =1}, {\displaystyle x} seguirá a distribuição de função potência, e o {\displaystyle r}ésimo momento bruto da distribuição UW, será:
{\displaystyle \mu '_{r}=\mathbb {E} (X^{r})={\frac {\alpha }{r+\alpha }},\quad r=1,2,\ldots .}
Nesse caso, a média, variância, obliquidade e curtose, serão:
{\displaystyle \mu ={\frac {\alpha }{1+\alpha }},\qquad \sigma ^{2}={\frac {\alpha }{(1+\alpha )^{2}(2+\alpha )}},{\textit {skewness}}={\frac {2(1-\alpha )}{(2+\alpha )}}{\sqrt {1+{\frac {2}{\alpha }}}},\qquad {\textit {kurtosis}}={\frac {3(2+\alpha )(2-\alpha +3\alpha ^{2})}{\alpha (3+\alpha )(4+\alpha )}}.}
A obliquidade pode ser negativa, zero, ou positiva quando {\displaystyle \alpha <1,\alpha =1,\alpha >1}. E se {\displaystyle \alpha =1}, com {\displaystyle \beta =1}, {\displaystyle x} irá seguir a distribuição uniforme padronizada, e as medidas serão:
{\displaystyle \mu ={\frac {1}{2}},\qquad \sigma ^{2}={\frac {1}{12}},\qquad {\textit {skewness}}=0,\quad {\textit {kurtosis}}={\frac {9}{5}}.}
No caso que {\displaystyle \beta =2}, {\displaystyle x} irá seguir a distribuição unit-Rayleigh, e:
{\displaystyle \mu '_{r}=\mathbb {E} (X^{r})=1-{\frac {\sqrt {\pi }}{2{\sqrt {\alpha }}}}\,r\,e^{r^{2}/(4\alpha )}\,\mathrm {erfc} \left({\frac {r}{2{\sqrt {\alpha }}}}\right),\qquad r=1,2,\ldots ,}
onde
{\displaystyle \mathrm {erfc} (z)={\frac {2}{\sqrt {\pi }}}\int _{z}^{\infty }e^{-x^{2}}\,dx,\qquad z>0,}
É a função erro complementar. Nesse caso, as medidas da distribuição são:
{\displaystyle \mu =1-{\frac {\sqrt {\pi }}{2{\sqrt {\alpha }}}}\,e^{1/\alpha }\,\mathrm {erfc} \left({\frac {1}{2{\sqrt {\alpha }}}}\right),\sigma ^{2}=1-{\frac {\sqrt {\pi }}{\sqrt {\alpha }}}\,e^{1/\alpha }\,\mathrm {erfc} \left({\frac {1}{\sqrt {\alpha }}}\right)-\left[1-{\frac {\sqrt {\pi }}{2{\sqrt {\alpha }}}}\,e^{1/\alpha }\,\mathrm {erfc} \left({\frac {1}{2{\sqrt {\alpha }}}}\right)\right]^{2}.}

## Aplicações
Foi mostrada a ser superior, contra outras distribuições, como a distribuição Beta e Kumaraswamy, com dados das seguintes aplicações: nível máximo de enchente, reservatórios de petróleo, efetividade de custo na gestão de riscos e taxa de recuperação de células CD34+.